# Иркслебен
Иркслебен (нем. Irxleben) — община в Германии, в земле Саксония-Анхальт. 
Входит в состав района Оре. Подчиняется управлению Хоэ Бёрде.  Население составляет 2370 человек (на 31 декабря 2006 года). Занимает площадь 7,07 км².

## Фотографии

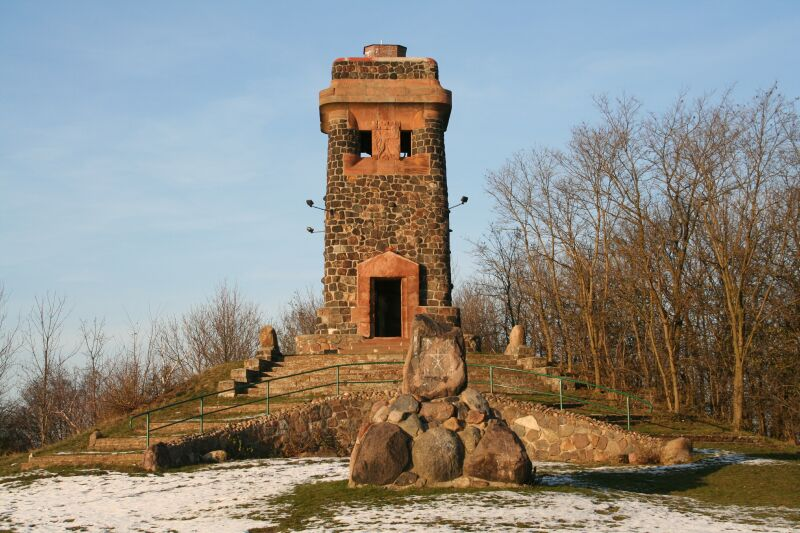
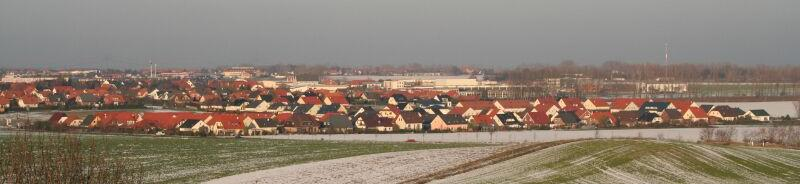
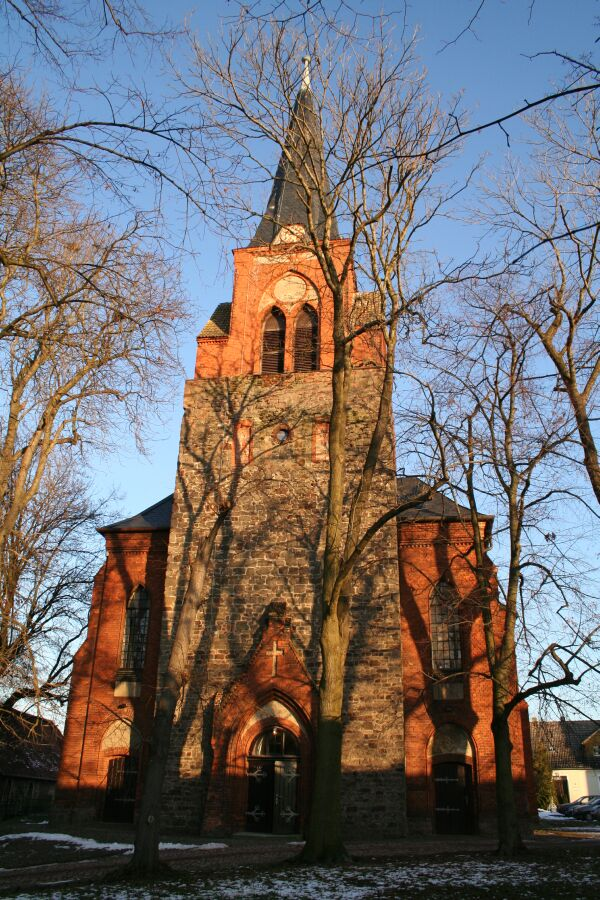
Церковь
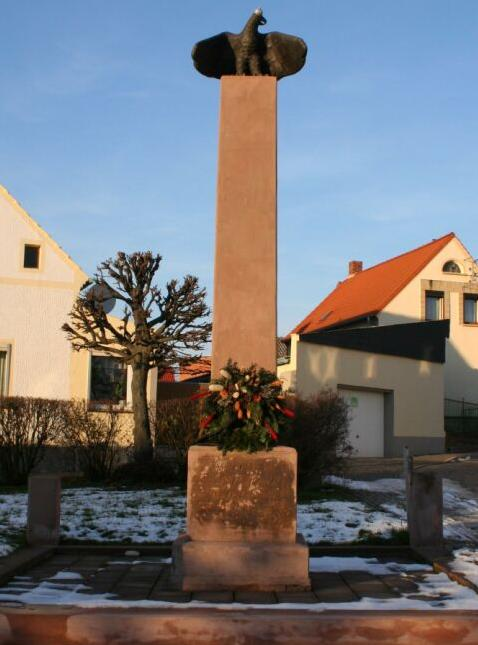
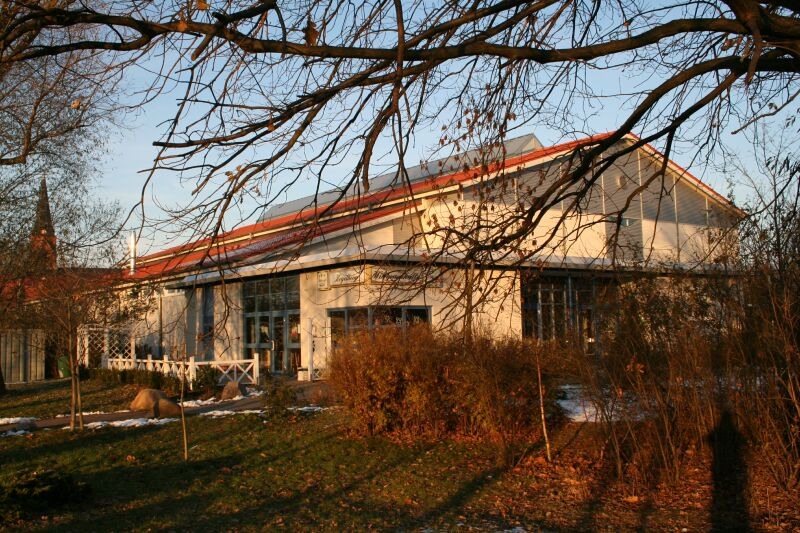
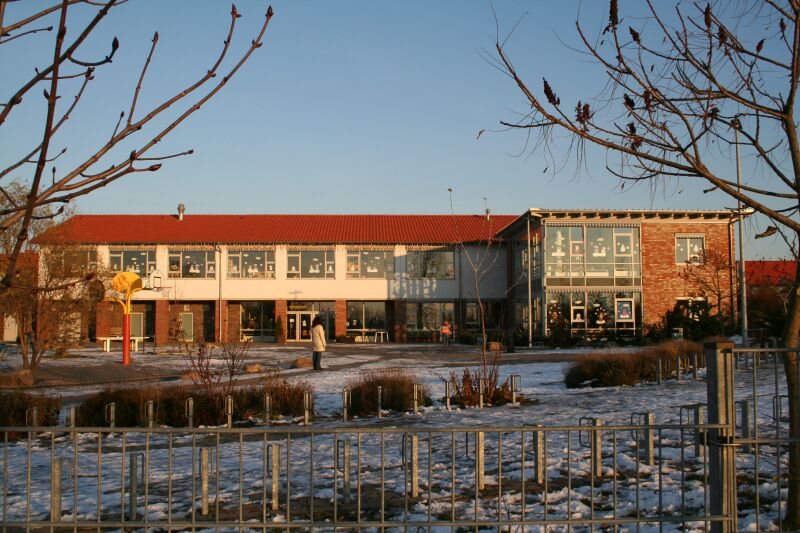